# Tajumulco

Tajumulco é uma cidade da Guatemala do departamento de San Marcos.